# 이동영 (국악인)
이동영(1987년 ~)은 대한민국의 국악인으로, 국가무형문화재 제41호 가사 이수자다.

## 방송
- 히든싱어 5 (2018) - 고유진 편 3위
- 내일은 미스터트롯 (2020) - Top101

## 음반
- 우리시대 시조 국악가요집 '꽃이 핀다' (2018)

## 공연
- 붉은 선비 (2019) - 지홍 역

## 수상
- 제28회 온나라 국악경연대회 정가부문 금상
- 제26회 동아국악콩쿠르 일반부 정가부문 금상
- 제8회 전국정가경창대회 설총상 (종합대상)

## 기타
- 권미희 <사랑꽃> 피처링 (2018)
- 국립국악원 <편락 (編樂) / 나무도> 피처링 (2020)
- 국립국악원 <백구사> 보컬 참여 (2022)